# Mount Chider
Mount Chider är ett berg i Antarktis. Det ligger i Östantarktis. Nya Zeeland gör anspråk på området. Toppen på Mount Chider är 3 110 meter över havet, eller 531 meter över den omgivande terrängen. Bredden vid basen är 23,5 km.
Terrängen runt Mount Chider är bergig österut, men västerut är den kuperad. Trakten är obefolkad. Det finns inga samhällen i närheten. 